# Marcellus af Ancyra
Marcellus († 374) var biskop i Ancyra (Ankara) i Galatien i
begyndelsen af 4. århundrede.
På kirkemødet i Nikæa 325 stod
han på Athanasios’ side, og sammen med
denne blev han afsat og forvist 336, da
hofvinden havde vendt sig mod nikænerne. Efter
Konstantin den Stores død vendte han tilbage,
men måtte snart igen bort, og han begav sig
til Rom, hvor en synode 341 erklærede ham
for rettroende, en erklæring der blev gentaget i
Sardica 343. Om hans videre skæbne vides
intet sikkert; hans forsøg på at få sin
bispestol igen skal have voldt uro i Ancyra.
Marcéllus var enig med Athanasios i spørgsmålet
om, at Logos var lige evig med Gud, men
dennes formulering af Sønnens evige forhold til
Faderen kunne han ikke gå ind på; han
ville ikke, at man skulle gå ud over de
bibelske udtryk.
Litteratur anvendt af Moltesen i Salmonsen:
K. Zahn, Marcéllus von Ancyra, Gotha 1867.
Se også
- Trinitarisme – Antitrinitarisme – Den arianske strid